# Ittigen
Ittigen (toponimo tedesco) è un comune svizzero di 11 388 abitanti del Canton Berna, nella regione di Berna-Altipiano svizzero (circondario di Berna-Altipiano svizzero); ha lo status di città.

## Storia
Il comune di Ittigen è stato istituito nel 1983 per scorporo da quello di Bolligen.

## Società

### Evoluzione demografica
L'evoluzione demografica è riportata nella seguente tabella:
Abitanti censiti

### Istituzioni, enti e associazioni
Nel territorio comunale hanno sede diversi uffici federali, tra i quali l'Ufficio federale dell'ambiente.
Nel comune è presente la sede della Fondazione Gosteli, che ha come obiettivo la raccolta della storia delle associazioni e del femminismo.

## Geografia antropica

### Frazioni e quartieri
- Aespliz
- Badhaus
- Eyfeld
- Kappelisacker
- Neuhaus
- Papiermühle
- Worblaufen

## Economia
Tra le aziende con sede a Ittigen figura quella di telecomunicazioni Swisscom.

## Infrastrutture e trasporti

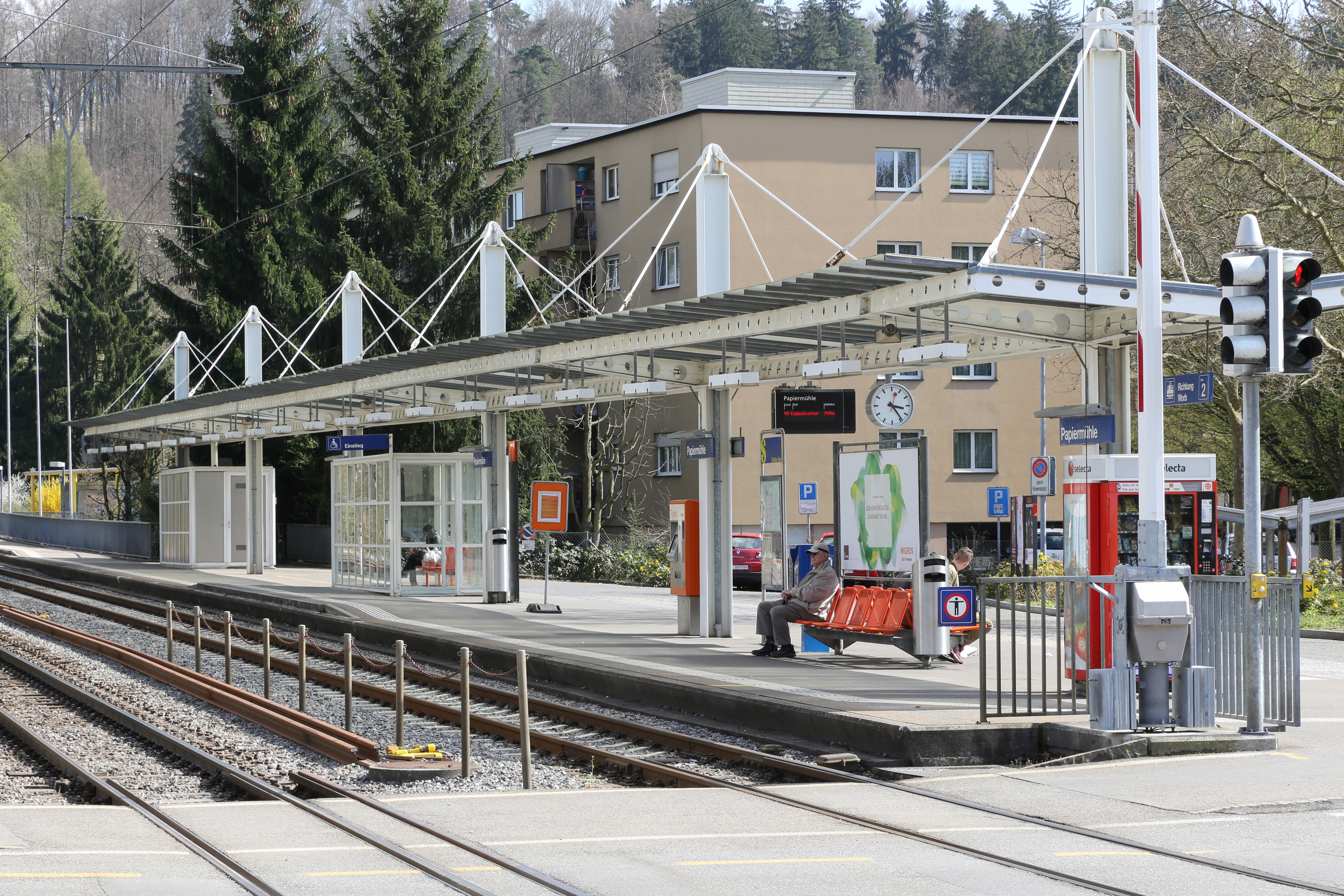
La stazione di Papiermühle

Ittigen è servita dalle stazioni di Papiermühle e di Worblaufen sulla ferrovia Berna-Soletta.

## Sport

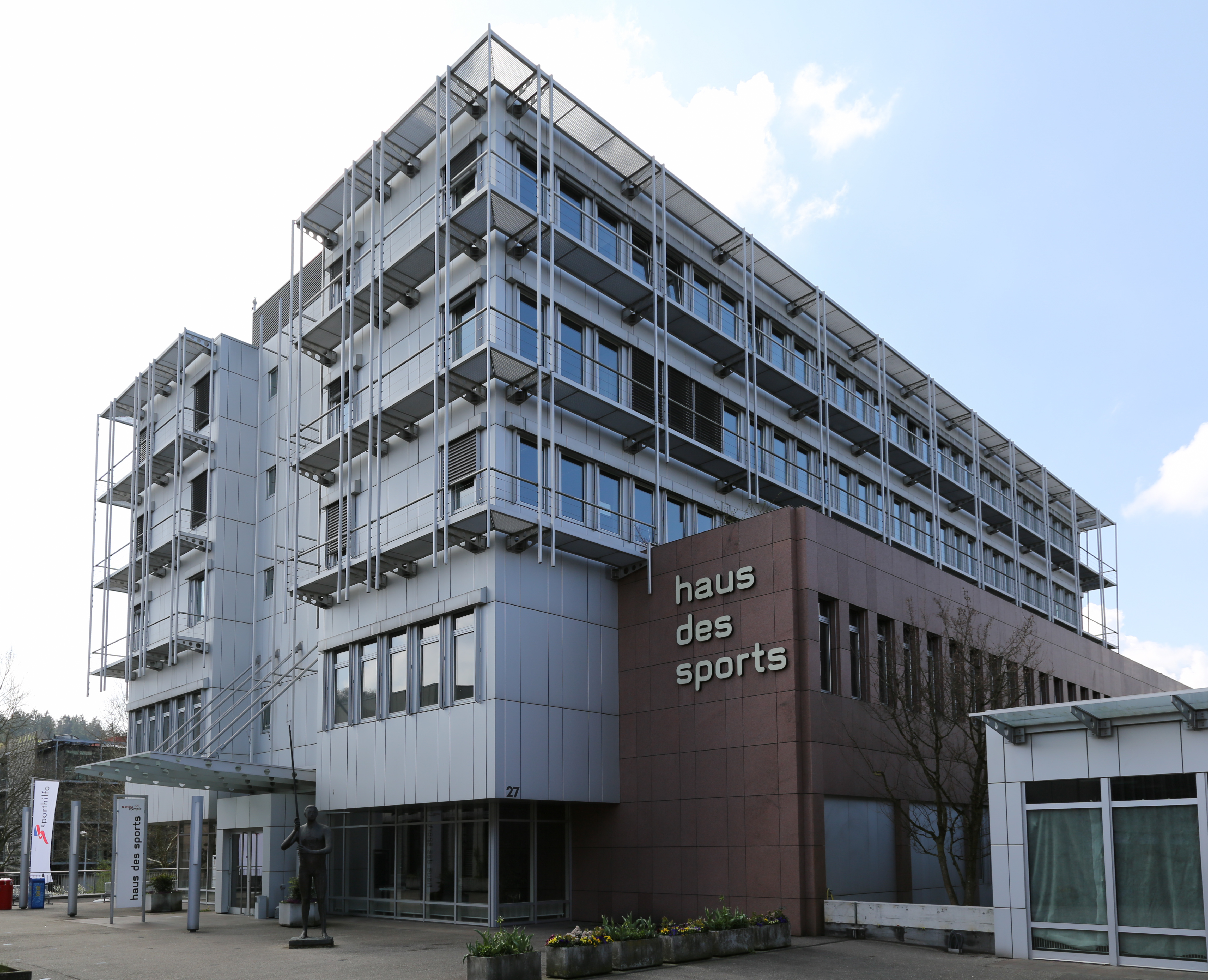
La Haus des Sports

A Ittigen hanno sede l'Associazione Olimpica Svizzera e numerose federazioni sportive svizzere, tra le quali quelle di atletica leggera, judo e ju-jitsu, pallamano e tennistavolo.